# Здание дворянского собрания (Курск)
Зда́ние Дворя́нского собра́ния — трёхэтажное кирпичное угловое здание в стиле эклектики, располагающееся в историческом центре города Курска по адресу ул. Сонина, 4 на пересечении улиц Сонина (ранее — Верхне-Набережной) и Ендовищенской, памятник архитектуры федерального значения. Построенное в 1877 году и первоначально предназначавшееся для Дворянского собрания, здание за свою длительную историю дважды было серьёзно повреждено при пожаре (в 1892 и 1943 годах), претерпело ряд существенных реконструкций, не затронувших, впрочем, кирпичные фасады. В различные годы в этом доме располагались Дворянское собрание, Рабочий дворец, Реввоенсовет Южного фронта, музей искусств, клуб железнодорожников, Дом Красной Армии, гарнизонный Дом офицеров. В настоящее время в здании открыты вторая концертная площадка Курской областной государственной филармонии и Свиридовский центр искусств, а также продолжает работу Курский гарнизонный военный суд.

## История

### Предыстория

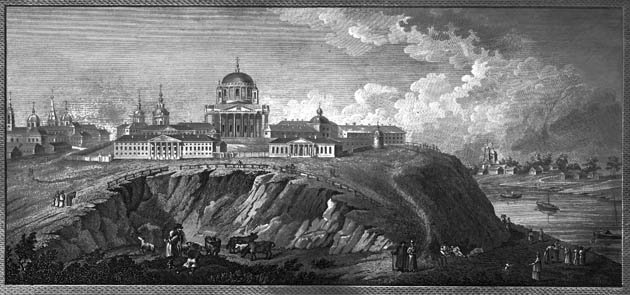
Курск. Гравюра А. Ухтомского 1821 года по рисунку И. Рамбауэра. В центре гравюры — Знаменский собор, правее и ближе к зрителю — здание Дворянского собрания с примыкающим к нему театром, сгоревшее года

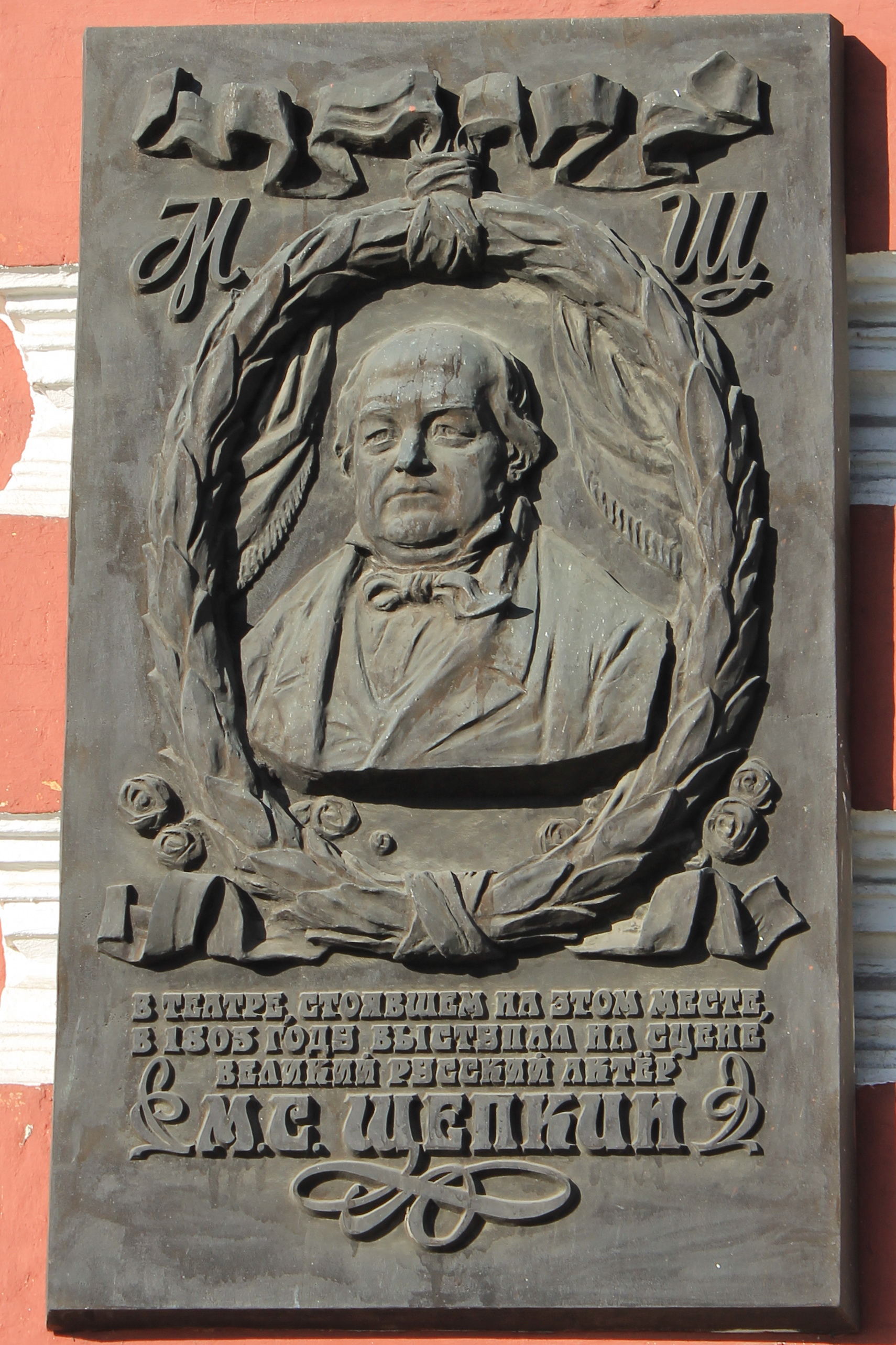
Мемориальная доска Щепкину М. С. на стене здания бывшего Дворянского собрания, гласящая «В театре, стоявшем на этом месте, в 1805 году выступал великий русский актёр М. С. Щепкин»

В конце XVIII века на месте современного здания Дворянского собрания располагалось здание Благородного собрания с примыкающим к нему театром, построенным в 1792 году на средства курского дворянства. Театральный зал имел 26 лож, 115 кресел и стульев в партере, а также галерею на 150 мест. Помещение не отличалось удобством: из лож и партера был только один выход, коридоры узки, вход на галерею шёл по очень крутому подъёму и был так узок, что в нём едва могли разойтись два зрителя.
В 1805 году на подмостках этого театра, принадлежавшего братьям Барсовым, дебютировал 17-летний крепостной графа Г. С. Волькенштейна М. С. Щепкин, впоследствии великий русский актёр.
В ночь на 30 декабря 1875 (11 января 1876) года, после бенефиса суфлёра В. И. Соболева, в здании публичного театра по вине пьяного переписчика ролей начался пожар. Непрофессиональные действия пожарных привели к потере театра и Благородного собрания, которые сгорели дотла.

### До Октябрьской революции

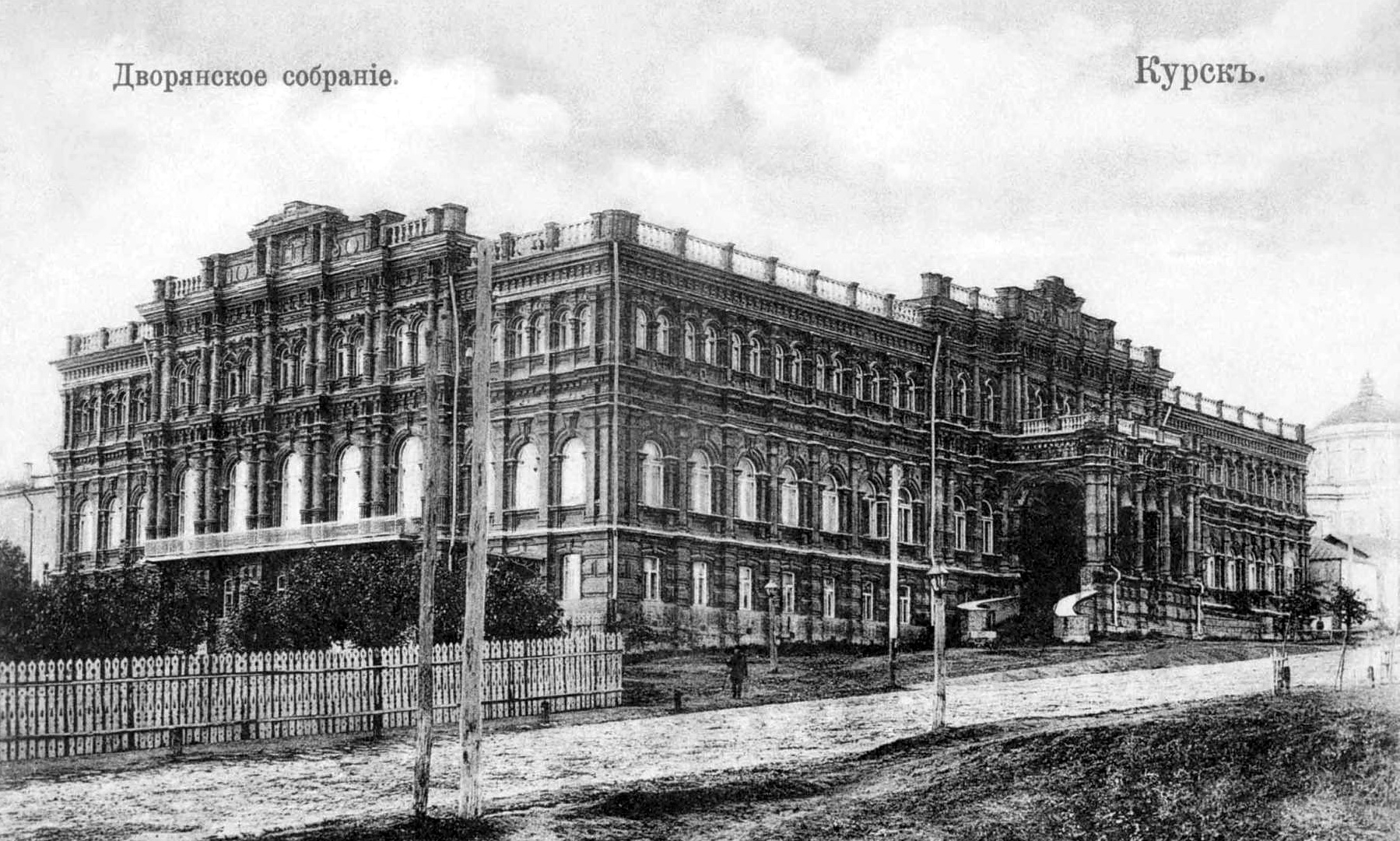
Здание Дворянского собрания до пожара года: подъезд иной, нежели после реставрации. Дореволюционная почтовая открытка

На месте сгоревшего вместе с театром Благородного собрания в 1877 году на средства курских дворян по проекту неизвестного архитектора было построено новое кирпичное здание Дворянского собрания. Внутренняя отделка продолжалась и после 1877 года. На третьем этаже здания разместились помещения пансионата для 30, а позднее (после 1902 года) 100 дворянских детей — учащихся гимназии и реального училища.
17 (29) октября 1892 года около двух часов дня в здании Дворянского собрания по неустановленной причине вспыхнул пожар, который быстро распространился по всему зданию. К четырём часам утра 18 октября все перекрытия дома рухнули вовнутрь, остались лишь голые стены. Пожар был настолько сильным, что на помощь местным пожарным пришлось вызвать пожарную дружину из соседнего города Орла, однако даже совместными усилиями стихию не удалось укротить: за несколько дней по соседству выгорел целый жилой массив из деревянных домов.

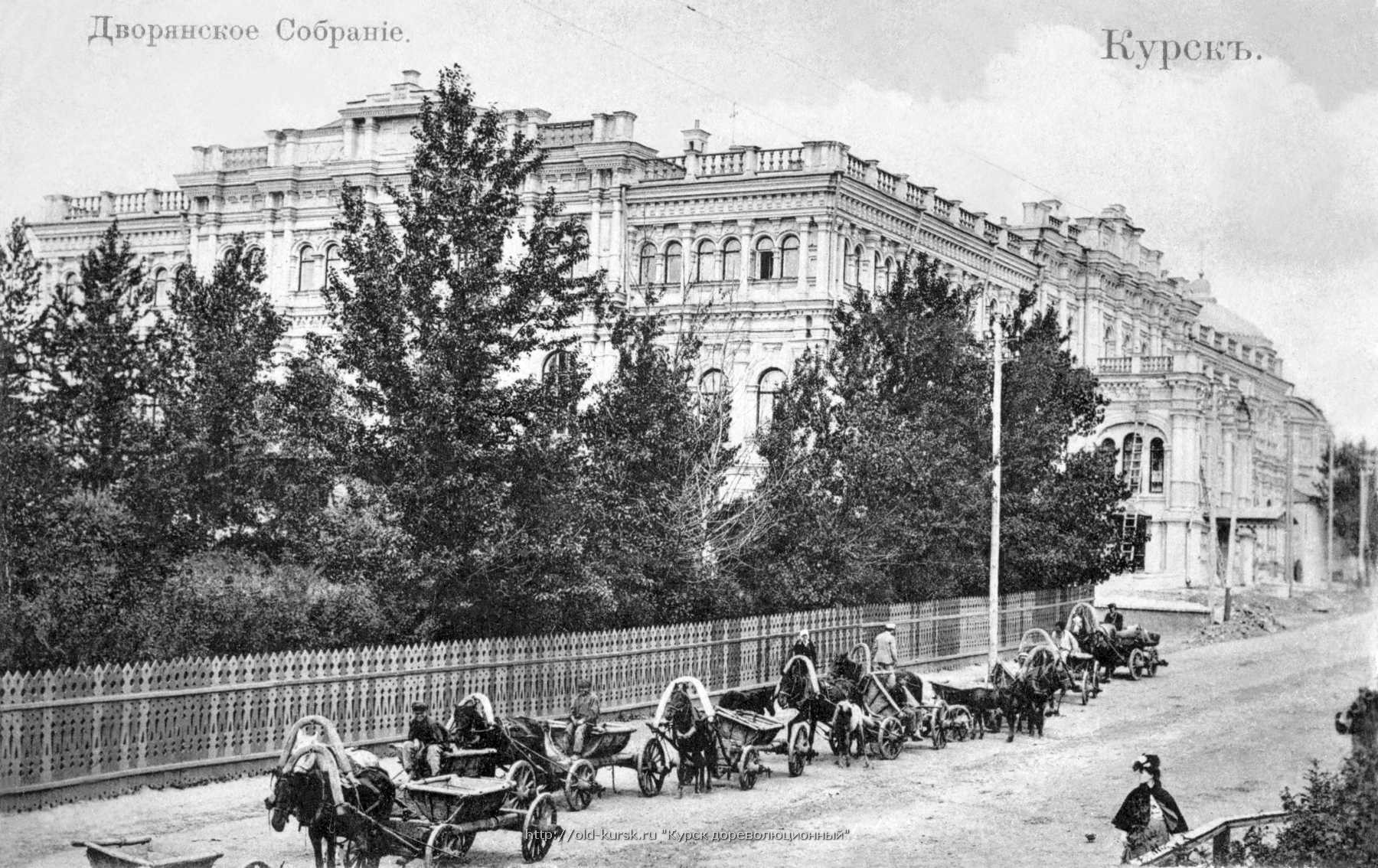
Здание Дворянского собрания в Курске после пожара года. Восстановительные работы: обоз ломовиков вывозит строительный мусор. Дореволюционная почтовая открытка

Здание восстановлено после пожара по проекту курского епархиального архитектора В. Г. Слесарева. Бо́льшую часть расходов взяла на себя государственная казна. После реконструкции парадный вестибюль получил красивую мраморную лестницу, окружённую колоннадой, с двумя бронзовыми статуями-светильниками в виде женщин в античном одеянии. Далее располагался аванзал, по сторонам которого размещались столовый зал (справа) и гостиная в стиле ампир (слева), затем следовал богато украшенный лепниной Большой зал со сценой и балконом, поддерживаемым кариатидами. Отделка вестибюля и залов была пышной: использовались бронза, хрусталь, зеркала, цветные шпалеры, роскошная мебель.

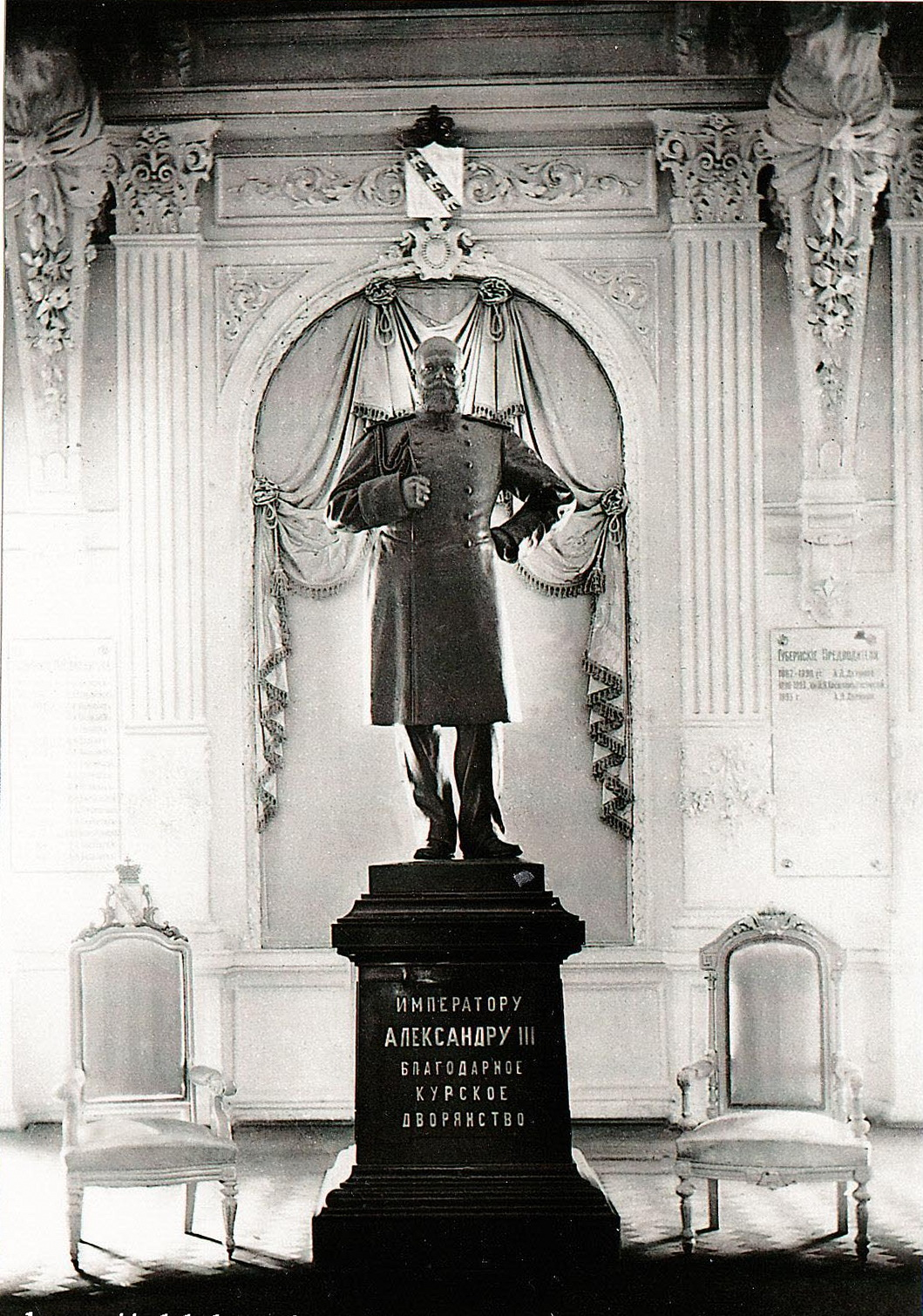
Бронзовый памятник Александру III в Большом зале Дворянского собрания, установленный в 1902 году (в настоящее время утрачен). Дореволюционная почтовая открытка

По постановлению губернского дворянского собрания от января 1896 года в Большом зале в 1902 году установлен памятник императору Александру III в виде бронзовой статуи царя на сером мраморном четырёхугольном пьедестале с надписью «Императору Александру III благодарное Курское дворянство»; в торжественном открытии памятника 1 (14) сентября 1902 года принимал участие император Николай II, прибывший в Курск на военные манёвры. Епископ Курский и Белгородский Лаврентий с духовенством совершил богослужение, после чего предводитель дворянства Курской губернии А. Д. Дурново сдёрнул с памятника белое шёлковое покрывало и прочёл монарху благодарственный адрес. Через красивую анфиладу холлов Николая II провели в верхние этажи здания, где он осмотрел дворянский пансион-приют.
По стенам Большого зала на хорах располагались 16 белых мраморных табличек размерами 67 x 133 см с высеченными на них именами дворян — начальников и офицеров дружин курского ополчения времён Крымской войны, а также серая мраморная доска со списком курских дворян, погибших и умерших от ран при обороне Севастополя 5 и 7 сентября 1855 года. Кроме того, в Большом зале находились портреты участников Отечественной войны 1812 года, размещался в пяти витринах Дворянский музей, основанный в 1911—1912 годах, а по стенам были развешаны гербы 15 уездов Курской губернии.
В Большом зале до Октябрьской революции изредка проходили собрания дворян Курской губернии, на которых они обсуждали свои сословные дела. Всё остальное время этот вместительный зал сдавался под концерты или театральные постановки: здесь проходили оперные спектакли труппы М. В. Лентовского, в опере «Демон» выступал Ф. И. Шаляпин, с 1911 года пела звезда русской эстрады курянка Н. В. Плевицкая. При необходимости Большой зал из концертного помещения мог быть превращён в бальный зал.
22 ноября (5 декабря) 1914 года Николай II, следуя на Кавказ в действующую армию, сделал остановку в Курске и посетил один из военных госпиталей, располагавшийся в здании Дворянского собрания и рассчитанный на 75 офицеров и военнослужащих нижних чинов (попечительницей этого госпиталя была жена предводителя дворянства Курской губернии Н. В. Дондукова-Изъединова). К приезду императора в верхней части фасада Дворянского собрания был вывешен вензель «Н II А», располагавшийся под изображением короны Российской империи.

### После Октябрьской революции
После Октябрьской революции у здания появились новые хозяева. Накануне первой годовщины Октябрьской революции, 5 ноября 1918 года, здание Дворянского собрания было переименовано в Рабочий дворец, а Большой зал — в аудиторию Маркса — Энгельса. Дом был отдан трудящимся. В те дни здесь нередко проходили митинги и собрания. В здании разместились профсоюзные организации, в залах устраивались праздники для пролетариата. В Большом зале перед собравшимися курянами выступали многие известные деятели революции (Н. И. Подвойский, Ф. А. Сергеев (Артём), Н. И. Бухарин). 15 декабря 1918 года Рабочий дворец посетил Л. Д. Троцкий.
В сентябре 1919 года Курск был занят частями Добровольческой армии Вооружённых сил Юга России, и в здании Дворянского собрания разместился командующий 1-го армейского корпуса генерал-лейтенант А. П. Кутепов со своим штабом.
После ухода из Курска частей Добровольческой армии в январе — феврале 1920 года в здании Дворянского собрания располагались командование, штаб и Реввоенсовет Южного фронта, одним из членов которого был И. В. Сталин. В здании помимо Сталина разместились командующий Южный фронтом А. И. Егоров, начальник штаба Н. Н. Петин, члены Реввоенсовета фронта Л. П. Серебряков, М. М. Лашевич, Р. И. Берзин. Реввоенсовет располагался в прилегающем к Большому залу фойе, а в маленькой угловой комнате был кабинет Сталина. Дважды выступал в аудитории Маркса — Энгельса председатель ВЦИК М. И. Калинин, прибывший в Курск 4 марта 1920 года с агитпоездом «Октябрьская революция».

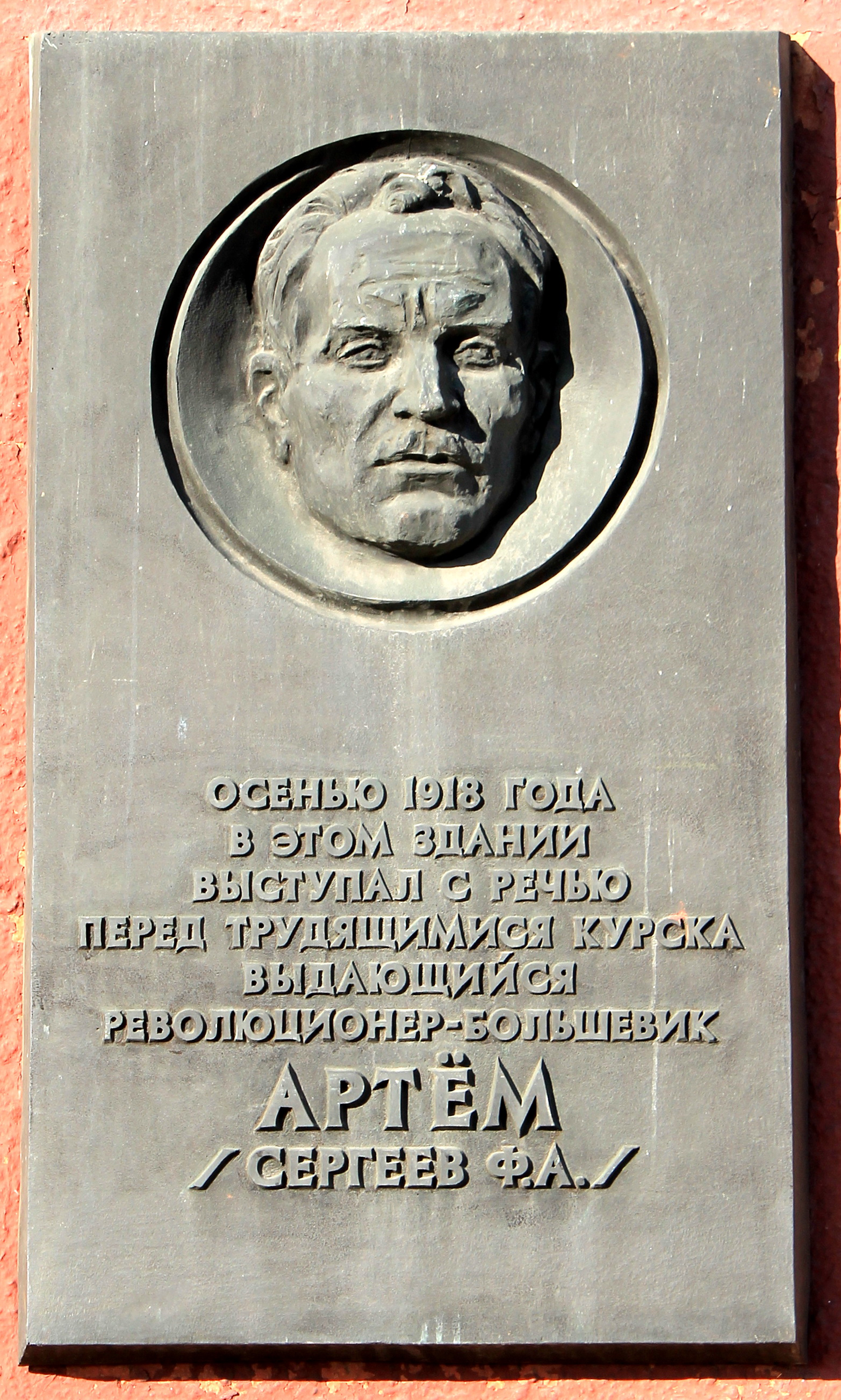
Мемориальная доска Сергееву Ф. А. на стене здания бывшего Дворянского собрания
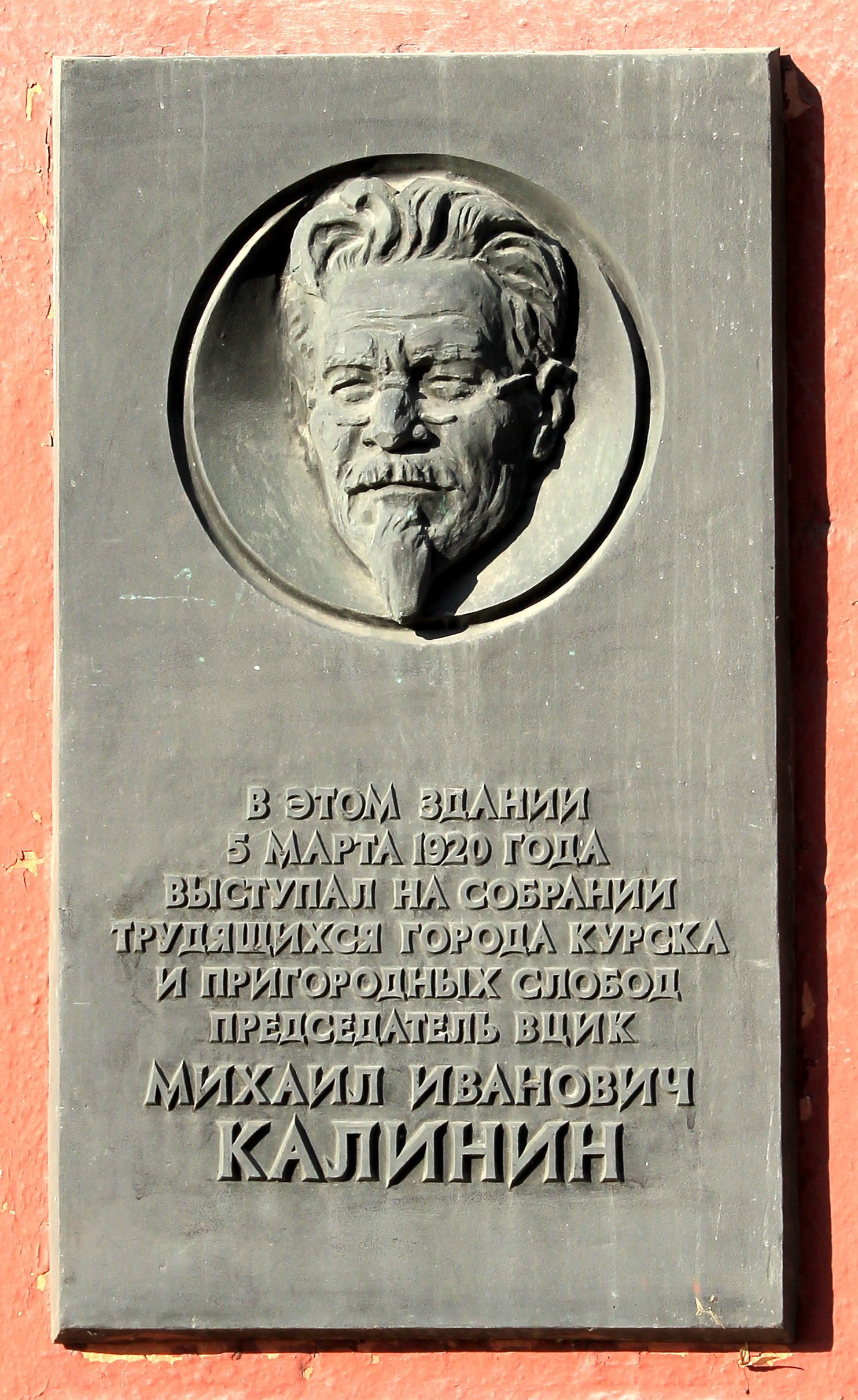
Мемориальная доска Калинину М. И. на стене здания бывшего Дворянского собрания

12 сентября 1920 года в здании открылся музей искусств. В 1922 году в Рабочем дворце разместили губотдел труда, губсобес, пролетарский клуб. Ещё позднее здание отдали клубу железнодорожников, и 25 апреля 1926 года на его сцене выступал В. И. Качалов. 19 и 20 февраля 1927 года со сцены железнодорожного клуба свои стихи читали В. В. Маяковский и его друг Н. Н. Асеев. Зрителем на вечере их творчества был учащийся Курского землеустроительного техникума Л. И. Брежнев, впоследствии описавший этот эпизод в своих мемуарах.
12 ноября 1929 года в здании был открыт Дом Красной Армии. В нём проходили торжественные заседания, функционировал кинотеатр, выступали приглашённые артисты, устраивались спортивные соревнования. В 1937 году на первом этаже Дома Красной Армии была устроена мемориальная комната в честь пребывания в Курске И. В. Сталина с памятной доской на двери: «Комната, где в январе 1920 г. находился кабинет члена Революционно-Военного Совета Южного фронта И. В. Сталина». В комнате размещалась экспозиция, посвящённая пребыванию И. В. Сталина в Курске и включавшая фотографии, копии, чертежи и репродукции. У южной стены на пьедестале был установлен бюст Сталина.

### После Великой Отечественной войны
В феврале 1943 года при отступлении из Курска фашистские оккупанты подожгли здание, после чего оно долго лежало в руинах. В начале 60-х годов XX века здание Дворянского собрания было восстановлено по проекту харьковского института «Военпроект» (архитектор П. Шпара) на средства Министерства обороны, при этом внешний вид здания был полностью сохранён, а внутри произведена значительная реконструкция. Здесь разместился гарнизонный Дом офицеров со зрительным залом на 900 мест, ставший важным культурным центром города.
27 июня 1963 года в трёх залах Дома офицеров был открыт музей Курской битвы общей площадью 350 м², в котором представлены личные вещи военачальников, образцы советского и трофейного оружия и военного снаряжения, карты, схемы, макеты, документальные материалы, фотокопии боевых донесений, ордена, медали, произведения живописи и графики. 6 августа 1963 года в связи с 20-летием Курской битвы музей посетила группа военачальников — участников сражения на Курской дуге: командующий войсками Центрального фронта, дважды Герой Советского Союза, маршал К. К. Рокоссовский, член Военного Совета фронта генерал-лейтенант К. Ф. Телегин, маршал авиации С. А. Красовский, генералы М. А. Козлов, М. А. Еншин, Г. В Годин. В составе делегации также была композитор А. Н. Пахмутова.
В апреле 1970 года на торжественном заседании в Доме офицеров Председатель Совета Министров СССР А. Н. Косыгин вручил Курской области второй орден Ленина.
С 12 октября 1995 года в части помещений Дома офицеров начал работать планетарий. В здании разместилась библиотека с книжным фондом более 20 тысяч томов, различные студии и тематические кружки для взрослых и детей, ветеранские организации, клуб «Фронтовые подруги», военно-охотничье общество.
В 2010 году Министерством обороны РФ принято решение о повсеместной ликвидации домов офицеров. В ходе исполнения приказа «О ликвидации федеральных государственных учреждений культуры и искусства, находящихся в ведении Министерства обороны РФ», подписанного министром А. Э. Сердюковым, руководством Минобороны было дано предписание о закрытии Дома офицеров Курского гарнизона с последующей возможной продажей здания, что вызвало широкий общественный резонанс в Курске. Были расформированы многочисленные кружки и студии, работавшие в здании, экспонаты музея Курской битвы переведены в запасники областного краеведческого музея, перестали проводить концерты гастролирующих популярных исполнителей. Однако, благодаря личному вмешательству губернатора А. Н. Михайлова, здание не было продано, а безвозмездно передано в собственность Курской области с условием, что в нём продолжит работу Курский гарнизонный военный суд. В Доме офицеров разместится вторая концертная площадка Курской государственной филармонии, на баланс которой в 2012 году было передано здание. В 2012 году ООО «Ростехпроект» (г. Тамбов) в течение 8 месяцев разработало проектно-сметную документацию по реконструкции здания, на что администрацией Курской области было выделено 9 миллионов рублей. С 26 августа 2013 года на объекте велись ремонтные работы: произведена замена стропильной системы кровли, балок перекрытия, гидроизоляция фундамента. После ремонта бывшего Дома офицеров, на который выделено более 500 миллионов рублей, в здании разместился Свиридовский центр искусств и открылась вторая концертная площадка Курской государственной филармонии с концертным залом, имеющим название «Свиридовский», в знак глубокой признательности курян великому композитору Георгию Свиридову.

## Архитектура здания
Большое трёхэтажное кирпичное угловое здание с роскошными фасадами, выполненными без штукатурки лицевым и фигурным кирпичом с расшивкой, в стиле эклектики, сочетающее формы итальянского ренессанса и барокко. Здание имеет удачные пропорции двух больших объёмов (при рассмотрении из внутреннего дворика), объединённых по улице Сонина единым нарядным фасадом. Объёмно-композиционное построение характеризуется симметричными акцентами парадного входа, увенчанного мощным аттиком. Здание украшено горизонтальными поэтажными карнизами, пилястрами и столбиками с металлической решёткой на крыше. Общая площадь помещений здания составляет 6000 м².

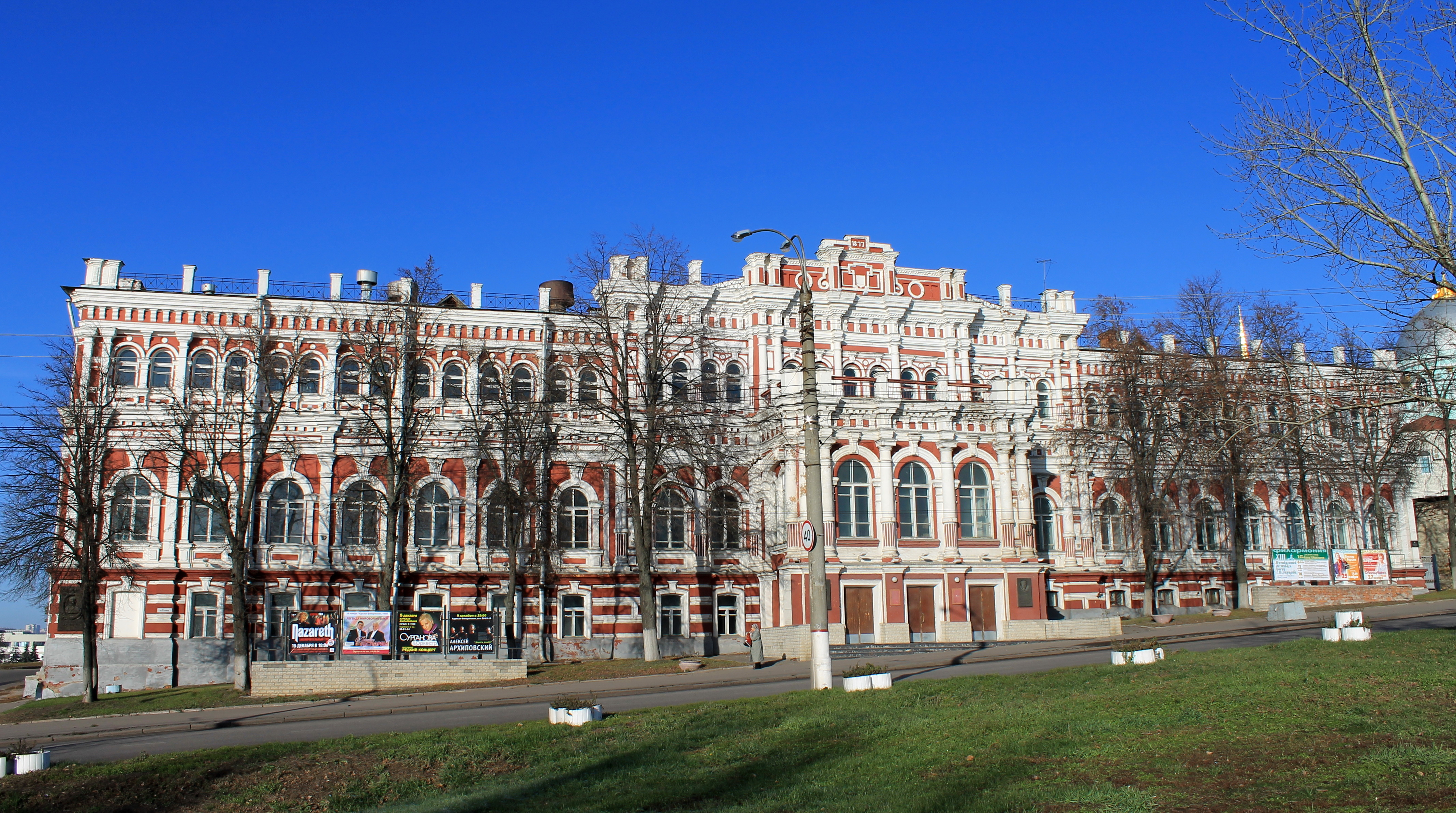
Юго-восточный фасад, выходящий на улицу Сонина
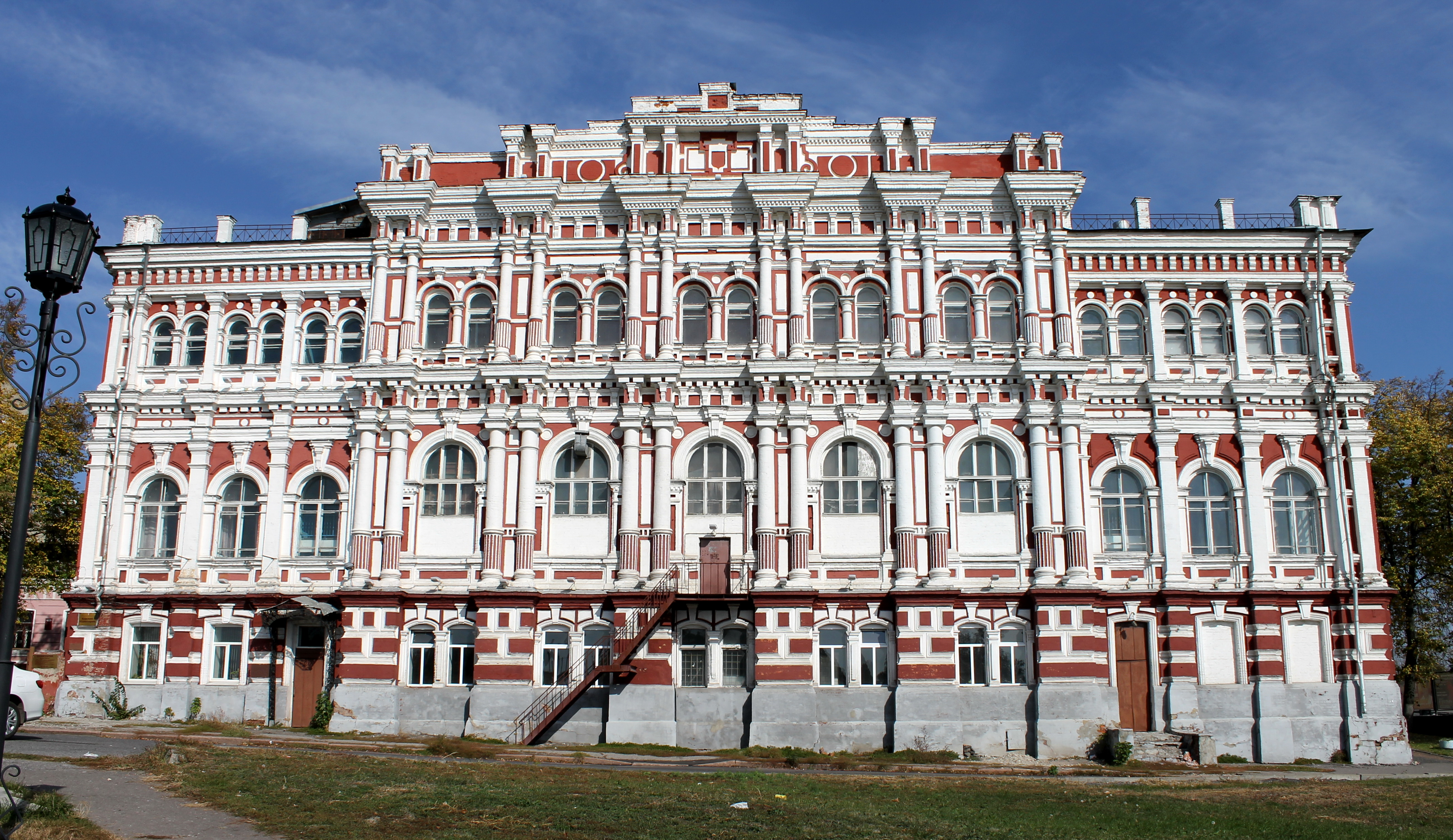
Юго-западный фасад, выходящий на улицу Ендовищенскую
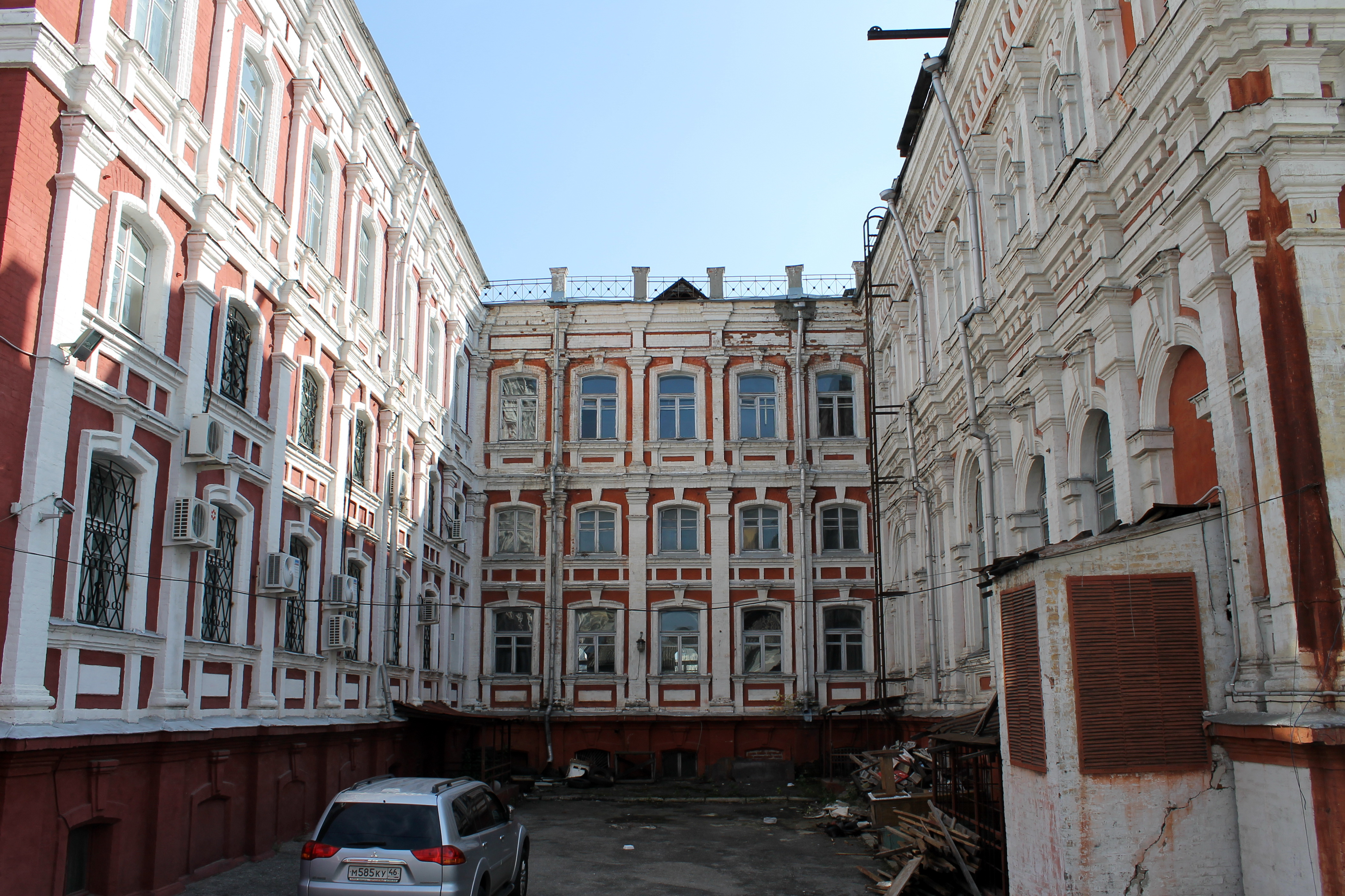
Внутренний дворик, разделяющий здание на две неравные части: большую (справа) и меньшую (слева)

Здание бывшего Дворянского собрания хорошо просматривается с улицы Дзержинского. Вместе с увенчанной башней угловой частью главного здания «Курского электроаппаратного завода» (здание бывшей мужской классической гимназии) оно является частью архитектурного ансамбля при подходе к Красной площади.
Архитектор А. А. Морозова так отзывается о здании бывшего Дворянского собрания:

…распределение и форма оконных проёмов, отбор лаконичных деталей пластики фасадов, столбики с металлической решеткой
на крыше… у респектабельного здания Дворянского собрания Курска… тяготеют к ранней эклектике А. И. Штакеншнейдера…— Морозова А. А. Дом Лопатина в Петербурге и здание Дворянского собрания в Курске — «близнецы и братья» // История Петербурга. 2008. — № 1 (41). — С. 82.
Помимо положительных, в различные годы существовали и альтернативные отзывы об архитектурной ценности здания. Так, В. Ф. Габель и И. Н. Гулин в своей книге «Курск» (1951) утверждают, что здание бывшего Дворянского собрания является ярким примером поры разброда в архитектуре конца XIX века, неся на себе печать эклектики и модерна.

…дом, хороший по формам, являлся в то же время ярким примером перегруженности фасадов разностильными измельчёнными деталями.— Габель В. Ф., Гулин И. Н. Курск. 1951. — С. 23
Схожую оценку дают В. И. Самсонов и М. И. Яжгур в книге «Курск. Путеводитель по историческим и памятным местам» и М. Л. Теплицкий в книге «Автографы в камне».

## Комментарии
1. ↑  Президент Курского областного краеведческого общества Ю. А. Бугров в 2005 году на страницах научно-исторического журнала «Курский край» (2005. № 10. С. 63) сделал предположение о том, что здание Дворянского собрания построено по проекту известного петербургского архитектора М. А. Макарова (1827—1873). На эту идею курского краеведа натолкнуло внешнее сходство здания в Курске со зданием «Дома Лопатина» в Санкт-Петербурге, расположенным по адресу Невский проспект, 100. Убедительных документальных подтверждений этого предположения нет, кроме того, жизнь М. А. Макарова оборвалась в 1873 году — за два года до того, как сгорело дотла старое здание Дворянского собрания[20][21].